# Socialist Review
The Socialist Review est le magazine mensuel du Socialist Workers Party britannique. En plus d'être imprimé, il est également publié en ligne. 

## Supplément auSocialist Worker: 2006-2007
Lors de la conférence SWP de janvier 2006, un plan a été présenté pour changer radicalement le format de la Socialist Review, en le transformant en un supplément mensuel pour Socialist Worker. Le premier numéro dans ce format est paru en février 2006. 